# Thomas M. Norwood
Thomas Manson Norwood, född 26 april 1830 i Talbot County, Georgia, död 19 juni 1913 nära Savannah, Georgia, var en amerikansk demokratisk politiker och jurist. Han representerade delstaten Georgia i båda kamrarna av USA:s kongress, först i senaten 1871-1877 och sedan i representanthuset 1885-1889.
Norwood utexaminerades 1850 från Emory College. Han studerade sedan juridik och inledde 1852 sin karriär som advokat i Georgia.
Norwood efterträdde 1871 Homer V.M. Miller som senator för Georgia. Han efterträddes 1877 av Benjamin Harvey Hill. Norwood återgick sedan till arbetet som advokat. Han efterträdde 1885 John C. Nicholls som kongressledamot. Han omvaldes 1886. Han efterträddes 1889 av Rufus E. Lester och arbetade sedan igen som advokat.
Norwood blev 1896 utnämnd till en domarbefattning i Savannah. Han tjänstgjorde i tolv år som domare och gick sedan i pension. Hans grav finns på Laurel Grove Cemetery i Savannah.